# Estefania Carròs i de Mur
Estefania Carròs i de Mur (Barcelona, c.1455 – Barcelona, 16 de març de 1511), fou una figura rellevant de la noblesa de l'època, que dedicà la major part de la seva vida a l'educació de donzelles nobles i de la burgesia. L'ensenyança més important que inculcà Estefania a les seves alumnes serà el valor de la llibertat responsable de cada dona d'escollir el seu propi destí. Estefania Carròs i de Mur destaca per les seves pioneres idees sobre la llibertat femenina, així com per la seva devoció cap als pobres.

## Biografia
Estefania era filla de Brianda de Mur i de Nicolau Carròs i d'Arborea, nomenat pel rei Joan II d'Aragó virrei de Sardenya. Era la tercera de tres germans, amb Beatriu Carròs i de Mur, futura muller de Pedro Maça de Liçana i Dalmau Carròs i de Mur, que es casarà amb Violant Carròs, comtessa de Quirra.
Tot i que el seu pare va estar compromès amb la política sarda, Estefania visqué en terres de la Corona d'Aragó, sempre propera a la cort itinerant. Estigué molt unida a la família materna (el llinatge de Mur), sobretot a la seva tia Isabel, que es feu càrrec d'Estefania quan la seva mare també es va traslladar a Sardenya acompanyant al virrei. Isabel de Mur va estar al servei de la reina Joana Enríquez, i tant ella com el seu marit (el noble aragonès Pedro de Urrea), van ser sempre fidels al rei Joan II d'Aragó i a la seva dona, Blanca de Navarra. Posteriorment, els agrairien els serveis prestats quedant-se a la cort després de la seva mort, estipulant en el testament que Isabel fos la seva executora testamentaria i que continués la seva funció d'institutriu de la seva filla Joana d'Aragó, futura reina de Nàpols.
Finalment, Estefania Carròs i de Mur va ser nomenada hereva de la meitat dels béns de la seva mare i va rebre tota l'herència de la seva tia Isabel. Serà l'encarregada de portar a terme les darreres voluntats d'ambdues, fet que comportarà l'enfrontament amb altres parents.

### L'espiritualitat d'Estefania
Fou una de les poques dones que en aquella època va romandre voluntàriament cèlibe, vivint de la seva professió. Es creu que fou per convicció que restà soltera, després d'haver viscut diversos matrimonis de conveniència en el seu entorn, i creia que ningú podia forçar el futur d'una dona. Idees que l'enfrontaven intensament amb el pensament imperant del moment en què vivia.
Hi ha certs aspectes de la seva vida que recorden a les beguines, tanmateix no la trobem declaradament dins d'aquest moviment ni va viure en cap beateri. Tampoc entrà en un convent perquè no tenia vocació de monja, tot i la seva fe. De la mateixa manera que Elisabet Cifre, Estefania assegurava que Déu l'havia cridat al celibat, però no al convent i que la seva vocació s'encaminava a l'educació de les donzelles.
Serà en el seu testament, que Estefania es confessa devota de les figures de Crist i la Verge Maria. Especialment, dedicarà una deixa testamentària per a misses en honor de la cinc llagues de Jesucrist, on es veu la seva adoració a la Passió de Jesús, devoció que també es comprova a partir del l'inventari dels seus béns, en què es descriuen diversos elements amb motius relacionats. Alhora sentia especial devoció per Sant Francesc d'Assís, atreta pel missatge de pobresa i austeritat, fins al punt que va voler ser enterrada al monestir franciscà de Santa Maria de Jesús, vestida amb els seus hàbits. A més, en el testament deixà escrit el desig que el seu fèretre fos conduït per frares i pobres

### El seu paper d'educadora
L'ensenyança que impartia Estefania estava destinada a integrar plenament les noies dins de la societat a la qual pertanyien, proporcionant-los recursos per ser i sentir-se útils. L'educació religiosa tenia un paper molt important en la formació, així com aprendre a filar, cosir o llegir i escriure; ara bé, la finalitat última era que poguessin triar responsablement el seu futur. Estefania se sentia plenament responsable dels compromisos adquirits cap a les seves pupil·les, que anaven més enllà de llegats econòmics. Aquest interès d'Estefania perquè les seves alumnes obtinguessin valors pedagògics per valdre's per si mateixes, fa que el seu paper d'educadora anés més enllà d'una mer institutriu.
Les donzelles que van estar sota el seu càrrec pertanyien a la noblesa i a la burgesia; tot i que també van rebre certa formació i criança les joves criades i serventes. S'esperava que l'educació que devia impartir havia d'adquirir-se per mitjà de la religiositat, el treball i l'obediència. Els dos primers aspectes van ser plenament complerts en el seu programa educatiu; però, el que destaca de la figura d'Estefania en l'educació de l'època és que va preferir infondre a les seves deixebles una llibertat responsable, en lloc d'una obediència cega.
Una de les seves primeres alumnes hauria estat Joana d'Aragó, filla de Joana Nicolau i Ferran el Catòlic, amb qui mantindria una gran relació d'amistat i confiança durant anys.
Una altra de les seves deixebles fou Aldonça de So, a qui el seu pare, el noble Joan de So, deixà un dot que rebria quan es casés, sempre que ho fes d'acord amb la voluntat de la seva mestra. Estefania, en el seu testament, deixa escrit que Aldonça “pugui casar-se a sa llibertat, i que aquella obligació no la pugui perjudicar en béns ni en altra cosa, com aquesta sia nostra voluntat”
També Estefania Gilaberta, filla del mossèn Gaspar Gilabert; Joana Escrivana, filla del mossèn Francesc Escrivà o Isabel d'Heredia, entre d'altres, varen ser en algun moment alumnes d'Estefania, totes elles presents en el seu testament.

## El testament d'Estefania
Estefania Carròs va morir a la seva casa de Barcelona l'any 1511. El notari Joan Vilaplana va ser qui validà el testament, però no fou qui el redactà: Estefania ja disposava del seu testament escrit en dotze folis per ambdues cares, amb múltiples rectificacions i esmenes, en què detalla cadascuna de les disposicions. Una vegada llegit, l'entregà al notari fent la promesa que l'obriria i el publicaria després de la seva mort.
El seu testament és una font d'un gran valor documental, primer per l'extensió que presenta; en segon lloc perquè ens permet conèixer la forta personalitat d'Estefania al demanar amb fermesa que les seves voluntats fossin respectades sense que ningú pogués interferir en la decisió, ni tan sols el Papa; i en darrer lloc, per la informació que se’n desprèn, ja que ens permet conèixer de prop l'educació de les infantes en la pràctica quotidiana.
Al llarg del testament es pot conèixer una dona de paraula, d'autoritat moral i amb una forta convicció cap al respecte de la llibertat i la voluntat femenina.